# Resolutie 1863 Veiligheidsraad Verenigde Naties
Resolutie 1863 van de Veiligheidsraad van de Verenigde Naties werd op 16 januari 2009 unaniem door de VN-Veiligheidsraad aangenomen en verlengde de autorisatie van de vredesmacht van de Afrikaanse Unie in Somalië met een half jaar.

## Achtergrond
In 1960 werden de voormalige kolonies Brits Somaliland en Italiaans Somaliland onafhankelijk en samengevoegd tot Somalië. In 1969 greep het leger de macht en werd Somalië een socialistisch-islamitisch land. In de jaren 1980 leidde het verzet tegen het totalitair geworden regime tot een burgeroorlog en in 1991 viel het centrale regime. Vanaf dan beheersten verschillende groeperingen elk een deel van het land en enkele delen scheurden zich ook af van Somalië. Toen milities van de Unie van Islamitische Rechtbanken de hoofdstad Mogadishu veroverden greep buurland Ethiopië in en heroverde de stad. In 2008 werd piraterij voor de kust van Somalië een groot probleem.

## Inhoud

### Waarnemingen
Het Vredesakkoord van Djibouti moest als basis dienen om het conflict in Somalië op te lossen en daarbij waren vooral representatieve overheidsinstellingen van belang. Op 25 november 2008 waren de partijen overeengekomen een eenheidsregering en een parlement op te richten.
De secretaris-generaal stelde een partnerschap voor tussen de partijen in Somalië, de VN, de AMISOM-missie van de Afrikaanse Unie en andere internationale partners om een programma op te zetten om de veiligheidscapaciteiten van Somalië uit te bouwen.
Men was verder bezorgd om de achteruitgang van de humanitaire situatie in het land. Voorts waren ernstige misdaden gepleegd tegen de bevolking en was het van belang dat de straffeloosheid beëindigd werd. De AU en de VN wilden in afwachting van een VN-vredesmacht een interim-stabilisatiemacht sturen.

### Handelingen
De AU had beslist haar missie nog tot 16 maart in Somalië te houden. De Veiligheidsraad vroeg dat de missie werd versterkt tot de gemandateerde 8000 manschappen om strategische plaatsen te beveiligen. De autorisatie van de missie werd met 6 maanden verlengd.
De Somalische partijen werden opgeroepen zich aan het vredesakkoord te houden, de vijandelijkheden te staken en humanitaire hulp mogelijk te maken.
De Veiligheidsraad verklaarde een VN-vredesoperatie te zullen oprichten als opvolging van AMISOM. Daarover zou tegen 1 juni beslist worden. De secretaris-generaal werd gevraagd over de situatie in Somalië te rapporteren en ook aanbevelingen te doen over het mandaat van een VN-vredesmissie in Mogadishu en omgeving.

## Verwante resoluties
- Resolutie 1851 Veiligheidsraad Verenigde Naties (2008)
- Resolutie 1853 Veiligheidsraad Verenigde Naties (2008)
- Resolutie 1872 Veiligheidsraad Verenigde Naties
- Resolutie 1897 Veiligheidsraad Verenigde Naties

Lijst ·  1860 ·  1861 ·  1862 ·  1863 ·  1864 ·  1865 ·  1866 ·  1867 ·  1868 ·  1869 ·  1870 ·  1871 ·  1872 ·  1873 ·  1874 ·  1875 ·  1876 ·  1877 ·  1878 ·  1879 ·  1880 ·  1881 ·  1882 ·  1883 ·  1884 ·  1885 ·  1886 ·  1887 ·  1888 ·  1889 ·  1890 ·  1891 ·  1892 ·  1893 ·  1894 ·  1895 ·  1896 ·  1897 ·  1898 ·  1899 ·  1900 ·  1901 ·  1902 ·  1903 ·  1904 ·  1905 ·  1906 ·  1907